# Miyagi Shinichiro
Miyagi Shinichiro (宮城伸一郎, Shinichiro Miyagi), né le 17 décembre 1955 à Tokyo, est un auteur-compositeur-interprète et  bassiste japonais très célèbre au Japon. Il joue du clavier et de la guitare.

## Composition
- Mami Yamase : Boule de crystal (Crystal Ball)